# Перейра де Соуза, Матеус
Матеус Перейра де Соуза (порт.-браз. Matheus Pereira de Souza; род. 21 декабря 2000, Белу-Оризонти) — бразильский футболист, защитник португальского клуба «Санта-Клара».

## Клубная карьера
Перейра де Соуза — воспитанник клуба «Крузейро». 30 августа 2020 года в матче против «Америка Минейро» он дебютировал в бразильской Серии B. 20 сентября в поединке против «Сентро Спортиво Алагоано» Матеус забил дебютный гол за клуб. В феврале 2022 года, Матеус Перейра на правах аренды перешёл в «Гуарани». 9 апреля во встрече против «Бруски» он провёл дебютный матч за клуб. 21 апреля в матче против «Гремио» забил первый гол за команду.
Летом 2022 года, защитник стал игроком португальского клуба «Визела», подписав контракт на три года. 30 октября в матче против «Боавишты» Матеус дебютировал за клуб и отметился дебютным голом.